# Shasta-hegy
A Shasta-hegy (Karuk nyelven: Úytaahkoo vagy "Fehér hegy") potenciálisan aktív tűzhányó a Kaszkád-hegység déli végénél, a kaliforniai Siskiyou megyében. 4321,8 méteres magasságával a Kaszkádok második, míg Kalifornia állam ötödik legmagasabb hegycsúcsa. A hegy térfogata kb. 350 km³, mellyel a Shasta-hegy a Kaszkádok tűzhányói közül a legnagyobb térfogatú rétegvulkán. A hegy és környéke a Shasta–Trinity National Forest(en) szövetségi természetvédelmi terület része.

## Leírás
A Shasta-hegyhez kapcsolódik a Shastina kúpja is, mellyel együttesen uralják a vidéket. A Shasta hirtelen magasodik 3000 méterrel a környék fölé. Tiszta téli napokon a hegy látható Kalifornia központi völgyéből, 230 km-ről déli irányból. A hegy magára vonta költők, írók, és elnökök figyelmét. Jelenleg nyugalmi állapotban van.
A hegy négy egymást átfedő vulkáni kúpból áll összetett formációt alkotva, beleértve a fő csúcsot és az abból kiemelkedő mellékcsúcsot, a 3760 méter magas, kúpalakú Shastinát. Ha a Shastina különálló hegy lenne, akkor a Kaszkádok negyedik legmagasabb csúcsa lenne.
A Shasta-hegy felszíne viszonylag mentes a glaciális eróziótól, a déli oldalát kivéve, ahol a Sargents hegygerinc párhuzamosan halad az Avalanche Gulch U alakú völgyével. Ez a legnagyobb glaciális völgy a vulkánon, jóllehet gelccsert nem tartalmaz. Hét nevet is viselő gleccser található a Shasta-hegyen, melyek közül a négy legnagyobb: a Whitney, a Bolam, a Hotlum, és a Witun. E négy jégmező a fő hegycsúcsról árad lefelé, elsősorban az északi és keleti oldalakon. A Whitney gleccser a leghosszabb, a Hotlum a legnagyobb tömegű Kalifornia államban. A három kisebb névvel rendelkező gleccser a déli és délkeleti oldalon található völgykatlanokat foglalják el.

## Történelem
A környék legrégebbi ismert állandó emberi lakóhelye mintegy 7000 évesre datálható.
Az 1820-as években, az első fehér-amerikaiakkal való kapcsolatfelvétel idején számos őslakos amerikai törzs élt a Shasta-hegy látótávolságában, melyek a következők: Shasta, Okwanuchu, Modoc, Achomawi, Atsugewi, Karuk, Klamath, Wintu, Yana. A hegy lábán haladt el a Siskiyou ösvény, mely ősi kereskedelmi útvonal volt a kaliforniai központi völgy és az észak-nyugati part között.

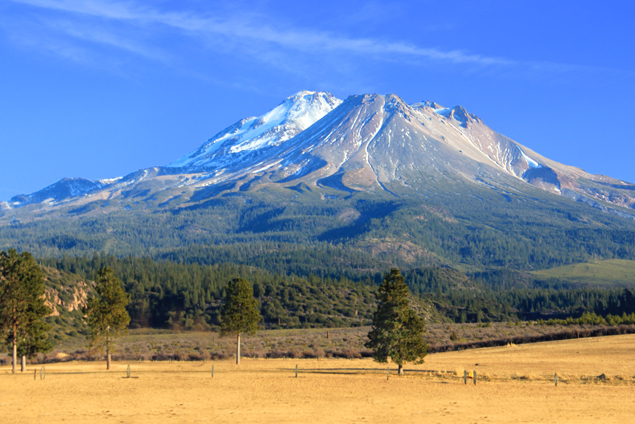
A Shasta-hegy déli irányból, Weed városa felől

A hegy egyetlen történelem könyvek által is feljegyzett kitörése 1786-ban következett be, melyet a francia felfedező, La Pérouse kaliforniai ottlétekor láthatott, bár ennek ténye vitatott. Habár vélhetően spanyol felfedezők láthatták meg elsőként a hegyet, az első megbízható feljegyzés Peter Skene Ogdentől származik 1826-ból, aki a - máig létező - Hudson's Bay Company szőrmekereskedő cég egy prémvadász csapatát vezette. Ogden 1827-ben adta a "Sasty" vagy "Sastise" nevet a közeli McLoughlin-hegynek. David Burr 1839-es térképe Rogers Peak-ként tünteti fel a hegyet. E nevet aztán elvetették és a Shasta név rögzült 1841-ben, részben az Amerikai Egyesült Államok felfedező expedíciója eredményeként.
A kaliforniai aranyláz vonzotta a térségbe az első fehér-amerikai telepeseket az 1850-es évek elején, mely 1850-ben lett az Amerikai Egyesült Államok tagállama.

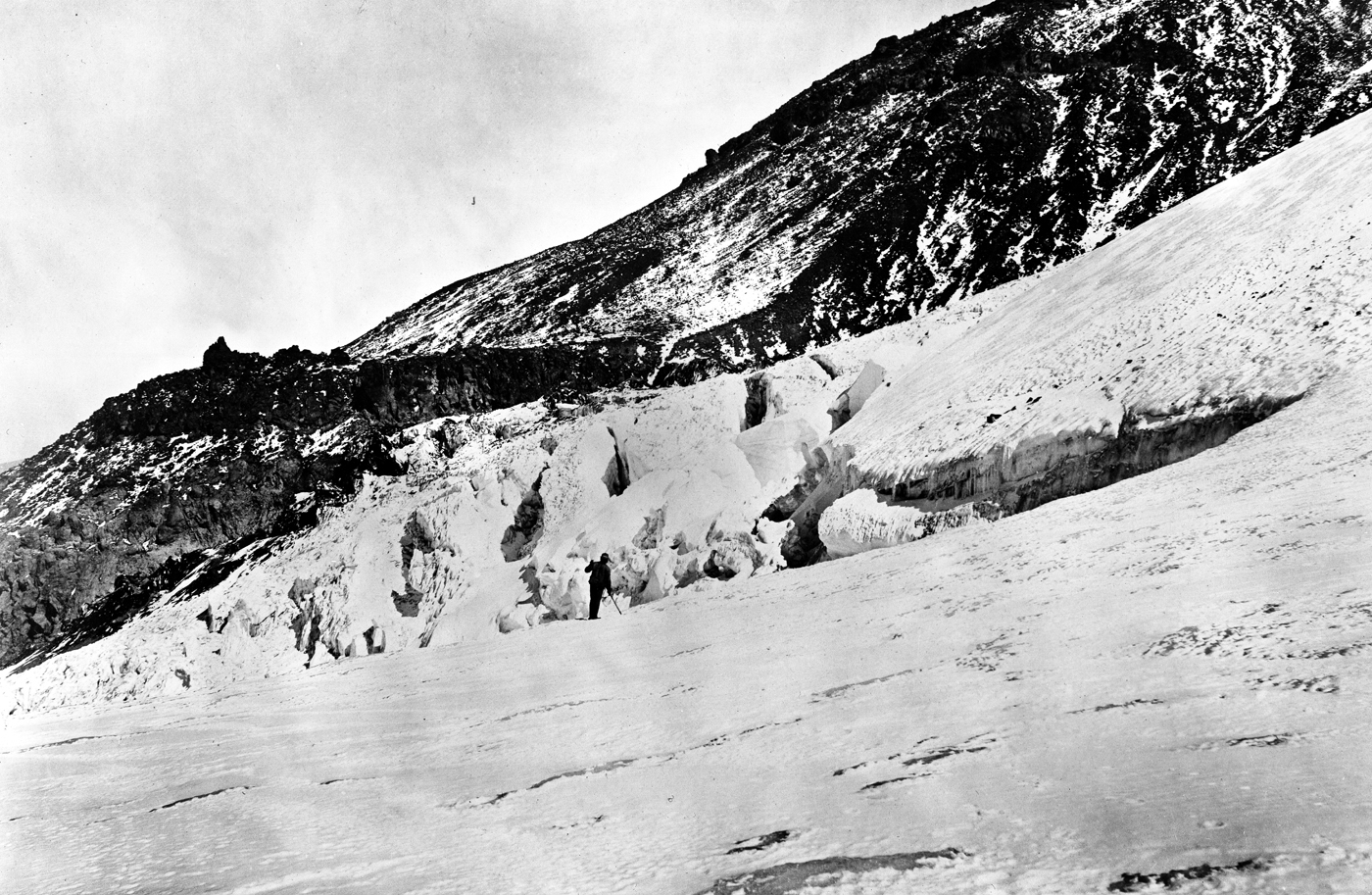
Clarence King a Whitney gleccser 1870-es felderítésekor

A hegyet dokumentáltan Elias Pearce mászta meg elsőként 1854-ben, melyet több sikertelen csúcstámadás előzött meg. 1856-ban jutott fel a csúcsra első nőként Harriette Eddy és Mary Campbell McCloud.
Az 1860-as és 1870-es évektől a hegy tudományos kutatás és irodalmi érdeklődés tárgya lett. 1854-ben írta meg John Rollin Ridge a "Shasta-hegy" című versét. 1877-ben John Muir újságcikkben írta meg drámai élményeit egy egész éjszakán át tartó hóvihar túléléséről a csúcs közelében lévő forró kénes források egyikében feküdve. Ez az élmény inspirálta Kim Stanley Robinson-t a történet megírására "Muir a Shastán" címmel.
1887-ben készült el a Közép Csendes-óceáni Vasút, melynek nyomvonala a régi Siskiyou ösvényt követve kötötte össze Kaliforniát és Oregont. Ez a beruházás jelentősen megnövelte a térségbe irányuló turizmust, fellendítette a fakitermelést és általánosságban a népességet. A XX. század első évtizedeiben észak-déli irányú főutak épültek, részben szintén a régi ösvényt követve. Ma ezen a nyomvonalon halad az Interstate 5 észak-déli irányú autópálya.
A hegyet 1976 decemberében felvették a Nemzeti Természeti Tájékozódási Pontok (National Natural Landmarks, NNL) közé.

## Legendák
A Shasta-hegy számtalan mítosznak és legendának a tárgya. 1987 augusztusában az ún. harmonikus konvergencia spirituális jelentőségében hívők a Shasta-hegyet, a japán Fuji mellett a kevés földi "erőközpont" egyikének határozták meg. A hegy azóta is az ún. "New Age" fókuszában van.

### Őslakos amerikai legendák
A helyi őshonos Klamath törzs szerint a Shasta-hegy a Skell nevű legfőbb szellem lakhelye, aki a mennyekből ereszkedett alá a hegycsúcsra. Skell megküzdött az Alvilág Szellemével, Llao-val(en), aki a Mazama-hegyen(en) tanyázott és köveket és lávát dobált, ezzel kifejezve a két hegy vulkanikusságát. Ezt a legendát és ehhez kapcsolódó számos továbbit Joaquin Miller jegyezte fel az 1870-es években.

### Lemúria mítosza
A hegy nem csak őslakos legendáknak áll a középpontjában, melyek szerint egy Telos-nak nevezett rejtett város található a hegyben, amelyet Lemúria elveszett kontinenséről származó fejlett lények laknak. 1889-ben Frederick Spencer Oliver kiadta a A Dweller on Two Planets (Két bolygó lakója) című könyvet, mely azt állította, hogy az elsüllyedt Lemúria túlélői a Shasta-hegyben laknak. Oliver lemúriaiai bonyolult alagutakban éltek a hegy mélyén és csak néha mutatkoztak a felszínen fehér köpenyt viselve. 1931-ben Harvey Spencer Lewis Wisar Spenle Cerve álnéven könyvet írt a Shasta-hegyben rejtőzködő lemúriaiakról, mely William C. Meisse magyarázatokkal ellátott irodalomjegyzéke szerint nagyban hozzájárult a legenda világméretű népszerűsítéséhez. E hiedelmet több okkult vallás, illetve spirituális irányzat is magáévá tette, így pl. az "I AM" Activity, vagy a Church Universal and Triumphant, továbbá Kryon/Lee Carroll.

### Guy Ballard találkozása
Guy Ballard azt állította, hogy a Shasta-hegyen hegymászás közben találkozott egy férfival, aki Saint-Germain grófként mutatkozott be neki. Ez az élmény indította - az egyébként bányamérnök - Ballardot arra, hogy megalapítsa az "I AM" Activity nevű vallási mozgalmát.

### J. C. Brown története
A róla szóló legenda szerint J. C. Brown brit bányakutató-mérnök volt, aki 1904-ben állítólag felfedezte a Shasta-hegy mélyén elveszett földalatti várost. Brownt az angol Lord Cowdray Mining Company of England bányászati cég bízta meg aranyérc felkutatására. Állítása szerint ennek során felfedezett egy barlangot, mely 11 mérföld mélyre hatolt le és odalent arannyal és múmiákkal teli földalatti települést talált. A múmiák némelyike 3 méter magas volt.
Harminc évvel később elmesélte a történetet John C. Root-nak, aki kutatócsapatot verbuvált Stocktonban. 80 fő jelentkezett a csapatba, de az indulás napján Brown nem jelent meg és senki sem hallott róla többé.

## Vulkanizmus
Az utóbbi 10.000 évben a Shasta-hegy átlagosan 800-évente tört ki, azonban az utolsó 4.500 alatt ez 600 évre sűrűsödött. A hegy utolsó jelentős kitörése mintegy 200 éve történt.

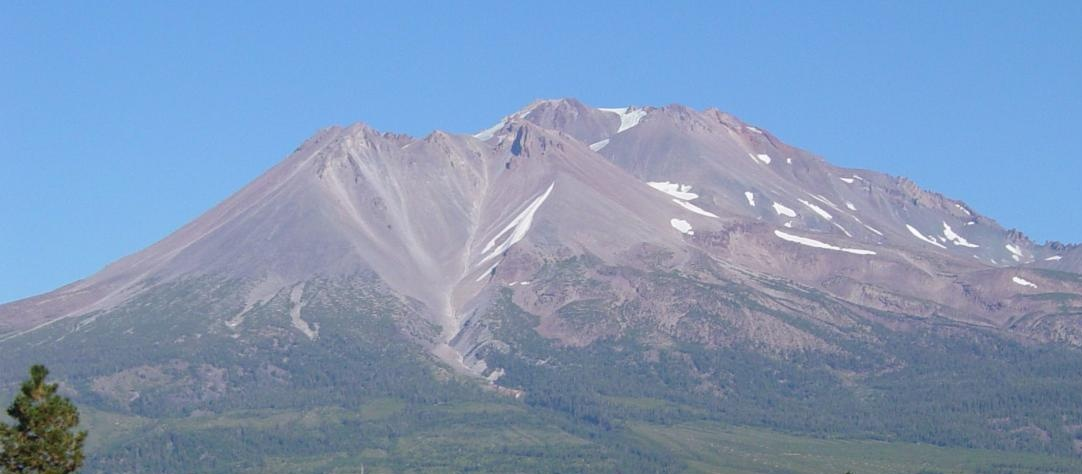
Diller kanyon a Shastinán Weed irányából

A Shasta-hegy vulkáni hamut, vulkanikus törmelékárat, dácitot és andezit lávát tud ontani magából. Ezek lerakódásai a környező kisvárosok alatt is megtalálhatók. Történetét heves kitörések jellemzik. Jelenleg is vannak ún. "fumarolák" (gőz, illetve gázkitörések) a hegy felszínén, mely jól mutatja a hegy aktivitását.
A legrosszabb lehetséges kitörési forgatókönyv egy - a Saint Helens vulkán 1980-as kitöréséhez hasonló - erős törmelékár bekövetkezése. A gleccserekben lévő jég jelenléte miatt iszapár is kialakulhat. A vulkáni hamu a szárazföld belseje irányában egészen Nevada keleti részéig terítheti be a vidéket. Kicsi az esélye egy olyan kitörésnek, amely összeomlasztaná a hegyet, mint amilyen a Mazama-hegyen történt Oregonban és amely a jelenlegi krátertavat kialakította.
Az Egyesült Államok Földtani Felügyelete (USGS) folyamatos megfigyelés alatt tartja a Shasta-hegyet és a nagyon veszélyes vulkánok közé sorolja.

## Fordítás
Ez a szócikk részben vagy egészben  a   Mount Shasta című angol Wikipédia-szócikk fordításán alapul.  Az eredeti cikk szerkesztőit annak laptörténete sorolja fel. Ez a jelzés csupán a megfogalmazás eredetét és a szerzői jogokat jelzi, nem szolgál a cikkben szereplő információk forrásmegjelöléseként.

## Külső hivatkozások
- College of the Siskiyous Archiválva 2013. július 1-i dátummal a Wayback Machine-ben hivatalos oldala
- A Shasta-hegy ébredése, Shasta-hegy, 2003. június 21-22. - médiumi közvetítés
- Magyar nyelvű leírás Lemúriáról és Telosról Archiválva 2020. október 10-i dátummal a Wayback Machine-ben